# Хаффман, Дэвид
Дэ́вид Ха́ффман (англ. David Albert Huffman; 9 августа 1925, Аллайанс, Огайо — 7 октября 1999, Санта-Круз, Калифорния) — американский учёный, первопроходец в сфере теории информации, преподаватель.
В 1952 году создал алгоритм префиксного кодирования с минимальной избыточностью (известный как алгоритм или код Хаффмана).

## Биография
Дэвид Хаффман родился в 1925 году в штате Огайо, США. Хаффман получил степень бакалавра электротехники в Университете штата Огайо в 1944 году. Затем он два года служил в военно-морском флоте офицером поддержки радара на эсминце, который помогал обезвреживать мины в японских и китайских водах после Второй мировой войны. Впоследствии он получил степень магистра в Университете штата Огайо и степень доктора в Массачусетском технологическом институте (MIT).
Хотя Хаффман больше известен благодаря разработке метода построения минимально избыточных кодов, он также сделал важный вклад во множество других областей (по большей части в электронику). Он долгое время возглавлял кафедру компьютерных наук в MIT. В 1974 году, будучи уже заслуженным профессором, он подал в отставку.
В октябре 1999 года, в возрасте 74 лет, Дэвид Хаффман скончался от рака.

## Награды и признание
Хаффман получил ряд ценных наград.
В 1955 году — Медаль Луиса Леви от Франклинского института (Franklin Institute) за докторскую диссертацию о последовательно переключающихся схемах.
В 1973 году — Премию Уоллеса Макдауэлла.
В 1981 году — награду от компьютерного сообщества IEEE.
В 1998 году — золотую юбилейную награду за технологические новшества от IEEE.
В 1999 году — Медаль Ричарда Хэмминга за исключительный вклад в теорию информации.